# Comté de Washington (Ohio)
 (septembre 2024).
Si vous disposez d'ouvrages ou d'articles de référence ou si vous connaissez des sites web de qualité traitant du thème abordé ici, merci de compléter l'article en donnant les références utiles à sa vérifiabilité et en les liant à la section « Notes et références ».
Pour les articles homonymes, voir Comté de Washington.
Le comté de Washington – en anglais : Washington County – est un des 88 comtés de l'État de l'Ohio, aux États-Unis.
Son siège est fixé à Marietta.

## Lieux et sites
- Marietta Earthworks, site archéologique précolombien, témoigne de la culture Hopewell dans la région.